# المبنى (حجة)
المبني هي إحدى قرى الجمهورية اليمنية. وهي تتبع جغرافيًا لمحافظة حجة. وإداريًا لمديرية افلح الشام. يبلغ تعداد سكانها 1517 نسمة حسب الإحصاء الذي جرى عام 2004.